# مؤسسه پلی‌تکنیک کی‌یف
دانشگاه فنی ملی اوکراین "مؤسسهٔ پلی‌تکنیک کی‌یف" (به اوکراینی: Національний технічний університет України “Київський політехнічний інститут”) (به‌اختصار: KPI) یکی از بزرگترین دانشگاه‌های اوکراین است که در شهر کی‌یف، پایتخت آن کشور، قرار دارد.
مؤسسهٔ پلی‌تکنیک کی‌یف بزرگترین دانشگاه پلی‌تکنیک اروپا نیز هست که دارای ۲۱ دانشکده، ۹ نهاد آموزشی و علمی (از جمله دو نظامی)، ۲ شعبه در شهرهای پلتاوا و اسلاووتیچ، ۱۲ مؤسسهٔ علمی ـ تحقیقاتی، و ۱۴ مرکز علمی است. دارای ۱۲۵ رشته در مقطع کارشناسی و ۱۱۵ رشته در مقطع کارشناسی ارشد است، که با همکاری کارشناسان ارشد مهندسی و دکتری و استادان باتجربه و صاحب‌نظران مشهور روسی و اوکراینی از جمله ۲۶۰ پروفسور، ۱۲۴۹ دارندهٔ مدرک دکترا اداره می‌شود. ایگور سیکورسکی مخترغ هلیکوپتر و سرگئی کارالیوف طراح و مهندس ارشد فضاپیمای سایوز و مغز متفکر برنامه‌های فضایی شوروی در دههٔ ۵۰ میلادی از دانش آموختگان این دانشگاه می‌باشند.